# Jürgen Kleine

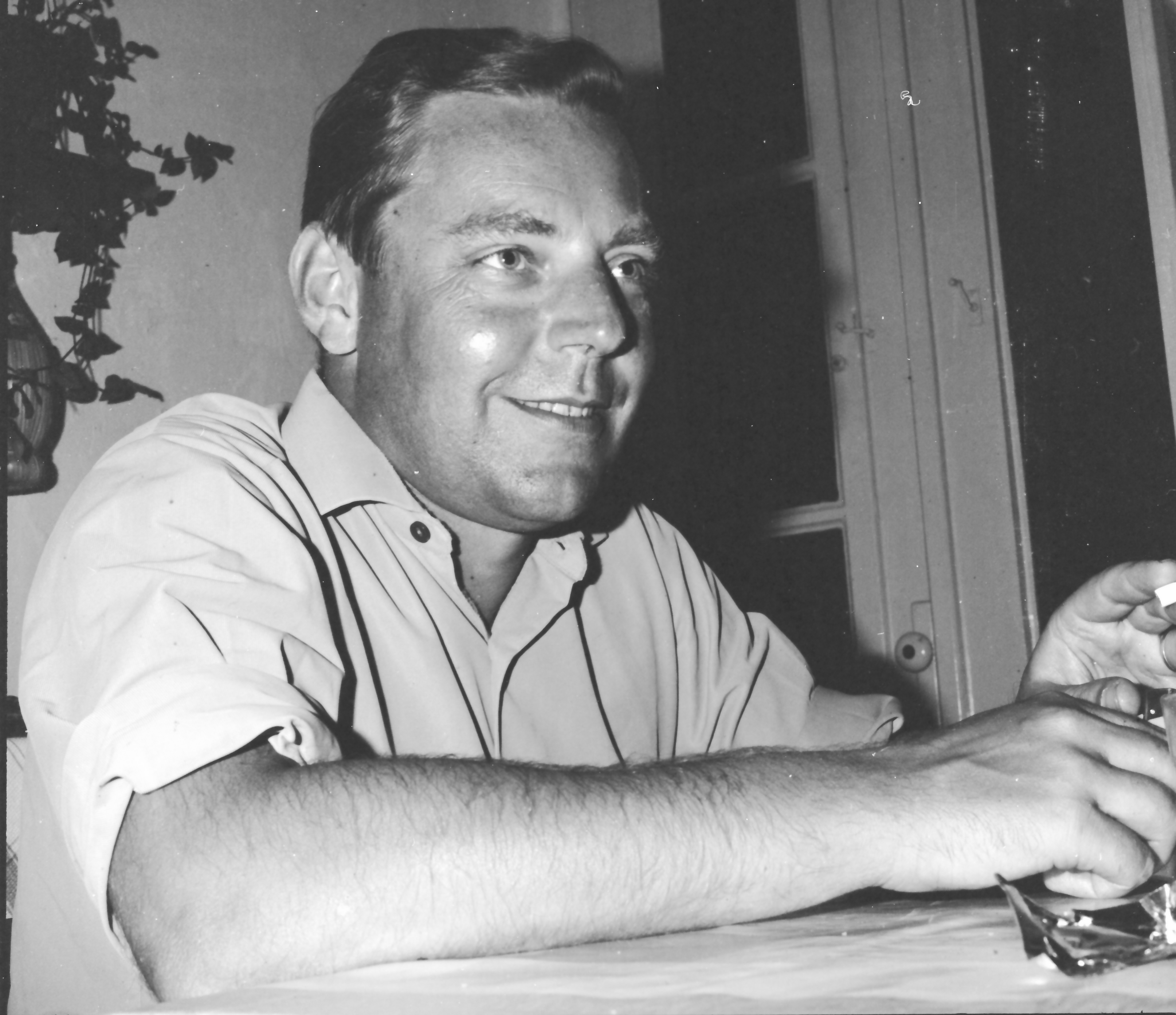
Jürgen Kleine, 1970 – Abendtafel im Haus der Miletgrabung (Akköy). Foto Johann-Sebastian Kühlborn

Jürgen Kleine (* 3. März 1938 in Wuppertal; † 28. Juni 1985 in Frankfurt am Main) war ein deutscher Klassischer Archäologe.
Jürgen Kleine wurde 1971 bei Gerhard Kleiner an der Universität Frankfurt mit einer Arbeit zum Thema Attische Kunst zur Zeit der Perserkriege promoviert. Danach wurde er dort Wissenschaftlicher Assistent, 1972 Universitätsdozent. Die Grundlagenarbeit wurde 1973 unter dem Titel Untersuchungen zur Chronologie der attischen Kunst von Peisistratos bis Themistokles veröffentlicht. Er nahm an den Ausgrabungen in Milet teil, wo er zwischen 1968 und 1973 die hellenistische Stadtmauer untersuchte.

## Schriften
- Untersuchungen zur Chronologie der attischen Kunst von Peisistratos bis Themistokles, Wasmuth, Tübingen 1973 (Istanbuler Mitteilungen, Beiheft 8)
- Herausgeber mit Harald Keller: Festschrift für Gerhard Kleiner. Zu seinem fünfundsechzigsten Geburtstag am 7. Februar 1973, Wasmuth, Tübingen 1976 ISBN 3-8030-1024-1
- Herausgeber: Führer durch die Ruinen von Milet – Didyma – Priene, Karawane, Ludwigsburg 1980 (Karawane-Taschenbuch)
- Die Niederlande. Streiflichter aus Vergangenheit und Gegenwart, Karawane, Ludwigsburg 1983 (Die Karawane, Jahrgang 24, Heft 2)